# Lend an Ear
Lend an Ear es un musical escrito por Charles Gaynor, quien también compuso la música, y tiene unos sketches adicionales de Joseph Stein y Will Glickman.

## Contexto
Se estrenó en Pittsburgh (Pensilvania) en abril de 1941. Después de la Segunda Guerra Mundial, se estrenó en un teatro de Los Ángeles, en 1948, y en diciembre de ese mismo año, se llevó al Nederlander Theatre de Broadway (Nueva York) donde tuvo 460 representaciones. Algunos de los intérpretes de la obra de Broadway eran: Gene Nelson, Bob Scheerer o William Eythe.